# Hrubý štít
Hrubý štít (polsky Szpiglasowy Wierch, 2172 m) je vrchol v západní části hlavního hřebene Vysokých Tater na hranici Polska a Slovenska.

## Popis
Hrubý štít je od západu čtvrtým výrazným vrcholem v hřebeni Vysokých Tater po Svinici (2301 m), Valentkové (2156 m) a Hladkém štítu (2065 m). Od Hladkého štítu je oddělen zubatým hřebenem s několika sedly a vrcholy, poslední výrazné sedlo leží ve výšce 2071 m. Na východě je vrchol oddělen od pokračování hřebene sedlem Wyżnie Szpiglasowe Wrótka, zubatý hřeben se pak zvedá k vrcholu Čubriny (2376 m). Z vrcholu Hrubého štítu vybíhá k severovýchodu do Polska postranní hřeben Miedzianeho (2233 m), který je oddělen turisticky průchodným sedlem Szpiglasowa Przełęcz (slovensky Szpiglasové sedlo) (2110 m).

Hrubý štít je zastíněn vysokými štíty v pokračování hřebene (Čubrina, Mengusovské štíty, Kôprovský štít), proto prakticky z žádného pohledu nepůsobí jako dominující vrchol. Oproti tomu je výborným rozhledovým místem pro tuto část Vysokých Tater.

## Přístup po turistických trasách
Přístup je možný po dvou trasách z polské strany. Nástupním místem je Palenica Białczańska, kam je možné se dostat ze slovenské Lysé Poľany, dostupné autobusy z jižní části Tater (pěšky cca 20 min). Obě trasy procházejí nejkrásnějšími místy polských Vysokých Tater.
- výstup údolím Dolina Pięciu Stawów Polskich: z Polany Palenica po silnici k Mořskému oku, ze silnice na zelenou značku  u Mickiewiczových vodopádů. Následuje výstup údolím Roztoki podél potoka Roztoka. Na konci údolí přes skalní práh kolem vodopádu Siklawa na břeh plesa Wielki Staw Polski v údolí Dolina Pięciu Stawów Polskich. Odtud po modré značce  dále údolím na třetí rozcestí a poté vlevo nad pleso po žluté značce . Trasa stoupá po severních úbočích Hrubého štítu přes suťová pole pod sedlo, kde je třeba překonat krátký úsek jištěný řetězy. Pod tímto místem mohou ležet i v létě sněhová pole. Ze sedla Szpiglasowa Przełęcz krátkým pohodlným výstupem na vlastní vrchol (celkem 5.20 hod).
- výstup kolem Morskiego Oka: trasa začíná stejně jako předchozí, po silnici však pokračujeme po zelené značce  až k Morskiemu Oku. Tato cesta je monotónní a vhodnější pro sestup. V úvodní části je u trasy tzv. Gerlachowská vyhlídka, jediné místo s výhledem na Gerlachovský štít. Od Moskiego Oka stoupáme po žluté značce  do sedla Szpiglasowa Przełęcz. Trasa vede po upraveném pohodlném chodníku kolem několika malých ples, s krásnými výhledy na Morskie Oko, Rysy a Mengusovské štíty. Ze sedla jako předchozí trasa krátký výstup na vrchol (celkem 4.25 hod).

## Kruhový rozhled z vrcholu
Z vrcholu Hrubého štítu je nádherný kruhový rozhled.